# Distrito electoral de Panama (condado de Lancaster, Nebraska)
Panama (en inglés: Panama Precinct) es un distrito electoral ubicado en el condado de Lancaster en el estado estadounidense de Nebraska. En el Censo de 2010 tenía una población de 717 habitantes y una densidad poblacional de 8,07 personas por km².

## Geografía
Panama se encuentra ubicado en las coordenadas 40°34′26″N 96°30′40″O / 40.57389, -96.51111. Según la Oficina del Censo de los Estados Unidos, Panama tiene una superficie total de 88.89 km², de la cual 88.16 km² corresponden a tierra firme y (0.82%) 0.73 km² es agua.

## Demografía
Según el censo de 2010, había 717 personas residiendo en Panamá. La densidad de población era de 8,07 hab./km². De los 717 habitantes, Panama estaba compuesto por el 97.35% blancos, el 0.42% eran afroamericanos, el 0% eran amerindios, el 0.14% eran asiáticos, el 0% eran isleños del Pacífico, el 1.53% eran de otras razas y el 0.56% pertenecían a dos o más razas. Del total de la población el 2.51% eran hispanos o latinos de cualquier raza.